# Liste der Mitglieder im House of Assembly (St. Vincent und die Grenadinen)
Diese Liste nennt die Mitglieder im House of Assembly (St. Vincent und die Grenadinen).
| Abgeordneter                  | Amtszeit             | Partei | Funktionen / Wahlkreis |
| ----------------------------- | -------------------- | --- | --- |
| W. F. Coutis , C.M.G., M.B.E  | 0                    | 0 | Chairman Administrator: 1. November 1951-29. Februar 1952; 1. Juni 1953-7. Januar 1954 und 1. April 1954 |
| Cyprian Bernard Gibbs         | 0                    | 0 | Acting Administrator: 20. März 1952-7. Mai 1953 |
| O. R Kelsick                  | 0                    | 0 | Acting Administrator: 4. Februar 1954-4. März 1954 |
| Keith H. C. Alleyne           | 0                    | 0 | Crown Attorney: 26. August 1951- 2. April 1952; 1. Juni 1953-7. Dezember 1953-15. Juni 1954 |
| Percival C. Lewis             | 0                    | 0 | Crown Attorney: 1. November 1951-6. Juni 1952 |
| D. K. McIntyre                | 0                    | 0 | Acting Crown Attorney: 1. August 1952 |
| Eardley F. Glasgow            | 0                    | 0 | Acting Crown Attorney: 7. Mai 1953-7. Januar 1954 |
| Valentine D. Archer           | 0                    | 0 | Colonial Treasurer: 1. November 1953-8. Januar 1953 |
| A. L. Dopwell                 | 0                    | 0 | Acting Colonial Treasurer: 3. Februar 1953-26. Juni 1953 |
| A. D. W. Johnson              | 0                    | 0 | Acting Colonial Treasurer: 20. August 1953-1. Juli 1953 Acting Financial Secretary: 5. April 1956-5. Juli 1956 |
| Peter R. Ells                 | 0                    | 0 | Colonial Treasurer: 29. September 1953-3. Juni 1954; 13. Juli 1954-28. März 1956 |
| Julian A. Baynes              | 0                    | Eight Army Liberation Party (1951); Unabhängiger (1954)                                                   | Abgeordneter für St. George: 15. Oktober 1951-4. Juli 1957 |
| Rudolph E. Baynes             | 0                    | Eight Army Liberation Party (1951); Unabhängiger (1954)                                                   | Abgeordneter für Kingstown: 15. Oktober 1951-4. Juli 1957 Abgeordneter für Kingstown, Minister of Trade and Production: 5. April 1956-4. Juli 1957 |
| George H. Charles             | 0                    | Eight Army Liberation Party (1951); Unabhängiger (1954)                                                   | Abgeordneter für Central Windward: 15. Oktober 1951-4. Juli 1957 Abgeordneter für Central Windward, Minister of Social Services: 3. Mai 1956-4. Juli 1957 |
| Ebenezer T. Joshua            | 1951-1979            | Eight Army Liberation Party (1951); People’s Political Party (1954)                                       | Abgeordneter für North Windward: 15. Oktober 1951-4. Juli 1957 Abgeordneter für Central Windward: 3. Oktober 1957-1961 Abgeordneter für Central Windward, Chief Minister and Minister of Finance: 25. Mai 1961-14. September 1961 Abgeordneter für Central Windward, Chief Minister: 11. Oktober 1962-16. März 1967 Abgeordneter für Central Windward, Leader of the Opposition: 26. Juni 1967-8. Februar 1972 Abgeordneter für South Central Windward, Deputy Premier and Minister of Finance and Information: 4. Mai 1972-9. Mai 1974 Abgeordneter für South Central Windward, Minister of Trade and Agriculture: 1974-23. Februar 1978 Abgeordneter für South Central Windward: 27. Oktober 1979 |
| Evans B. Morgan               | 0                    | Eight Army Liberation Party 1951                                                                          | Abgeordneter für South Windward: 15. Oktober 1951-31. Oktober 1953 |
| Samuel E. Slater              | 1961-1972            | Eight Army Liberation Party 1951; Unabhängiger 1954                                                       | Abgeordneter für North Leeward: 15. Oktober 1951-1961 Abgeordneter für North Leeward, Minister for Social Services and Education: 25. Mai 1961-14. September 1961 Minister for Social Services: 11. Oktober 1962-7. Oktober 1964 Minister of Communications and Works: 23. April 1965-2. Februar 1966 Abgeordneter für North Leeward, Minister for Education and Social Services: 15. September 1966-16. März 1967 Abgeordneter für North Leeward, Minister for Communications and Works: 26. Juni 1967- 24. Juli 1969 Abgeordneter für North Leeward, Minister of Home Affairs: 11. September 1969-8. Februar 1972 |
| Clive L. Tannis               | 0                    | Eight Army Liberation Party 1951; Unabhängiger 1954; People’s Political party 1957                        | Abgeordneter für Grenadines: 15. Oktober 1951 Abgeordneter für Grenadines, Minister of Communications and Works: 5. April 1956-4. Juli 1957 Abgeordneter für Grenadines, Minister for Communications, Works and Labour: 25. Mai 1961-14. September 1961 Abgeordneter für Grenadines, Minister for Communications and Works: 11. Oktober 1962-7. Oktober 1964 Abgeordneter für Grenadines, Minister for Trade, Production, Labour and Tourism: 23/. April 1965-2. Februar 1966 Abgeordneter für West St. George, Minister of Home Affairs, Labour and Tourism: 4. Mai 1972-18. September 1974 Senator: 27. Oktober 1979 |
| Herman F. Young               | 0                    | Eight Army Liberation Party 1951; People’s Political Party 1954; People’s Liberation Movement 1957        | Abgeordneter für South Leeward: 15. Oktober 1951-2. Februar 1966 |
| Levi C. Latham                | 1953-1979            | Eight Army Liberation Party 1951; Unabhängiger 1954; St. Vincent Labour Party 1957                        | Abgeordneter für South Windward: 14. Dezember 1953-11. Juli 1968 Abgeordneter für South Windward, Minister of Housing Local Government and Community Development: 5. September 1968-21. Mai 1970 Abgeordneter für South Windward, Minister of Communications, Works and Labour: 20. August 1970-8. Februar 1972 Abgeordneter für Marriaqua: 4. Mai 1972 – 18. September 1974 Parliamentary Secretary in the Ministry of Health: 2. Januar 1975-20. Juli 1976 Parliamentary Secretary, Ministry of Housing: 30. Dezember 1976-22. April 1977 Parliamentary Secretary, Ministry of Finance and Planning: 3. Februar 1977-1978 Abgeordneter für Marriaqua, Parliamentary Secretary in the Ministry of Housing and Local Government: 27. Oktober 1979- |
| Abraham C. Cyrus              | 0                    | 0 | Third Nominated Member: 15. Oktober 1951-15. Juli 1954 Second Nominated Member: 6. Oktober 1955-1961 |
| William A. Hadley             | 0                    | 0 | First Nominated Member: 15. Oktober 1951-15. Juli 1954 |
| Edward A. C. Hughes           | 0                    | 0 | Second Nominated Member: 15. Oktober 1951-15. Juli 1954 First Nominated Member: 6. Oktober 1955-6. März 1958 Nominated Member, Deputy Speaker: 26. Juni 1967-9. April 1970 Speaker: 21. Mai 1970-20. August 1970 Diente unter der St. Vincent Labour Party Administration |
| Lewis L. Punnett              | 0                    | 0 | Temporary First Nominated Member: 7. Mai 1953-22. September 1953 |
| Basil. F. Dias                | 1955-1964            | 0 | Acting Crown Attorney: 6. Oktober 1955-5. April 1956 Crown Attorney: 22. Mai 1956-19. März 1957 Attorney General: 20. April 1961-11. April 1964 |
| A.B.C. DosSantos              | 0                    | 0 | Third Nominated Member: 6. Oktober 1955-1961 |
| B. R. Thomas                  | 0                    | 0 | Financial Secretary: 4. Oktober 1956-1961 |
| N. A. Berridge                | 0                    | 0 | Acting Crown Attorney: 4. April 1957-1961 |
| Afflick Haynes                | 0                    | People’s Political Party 1957                                                                             | Abgeordneter für St. George: 3. Oktober 1957-1961 Abgeordneter für West St. George, Minister for Trade and Production: 25. Mai 1961-2. Februar 1966 |
| Stinson Campbell              | 0                    | People’s Political Party 1957                                                                             | Kingstown: 3. Oktober 1957-1961 |
| Ivy Joshua                    | 1957-1979            | People’s Political Party 1957                                                                             | Abgeordneter für North Windward: 3. Oktober 1957 Abgeordneter für North Windward: 15. September 1966-8. Februar 1972 Abgeordneter für North Windward, Parliamentary Secretary, Ministry of Housing: 4. Mai 1972-18. September 1974 Abgeordneter für North Windward, Leader of the Opposition: 2. Januar 1975-27. Oktober 1979 |
| N. S. Nanton                  | 0                    | 0 | Speaker: 25. Mai 1961-14. September 1961 Diente unter der People’s Political Party Legislature |
| Alphaesus C. G. Allen         | 1961-1966            | People’s Political Party 1961                                                                             | Abgeordneter für Kingstown, Deputy Speaker: 20. April 1961-14. September 1961 Abgeordneter für Kingstown, Minister of Trade and Production: 11. Oktober 1962-7. Oktober 1964 Minister of Social Services: 23. April 1965-2. Februar 1966 |
| Robert M. Cato                | 1961-1984            | Abgeordneter für St. Vincent Labour Party1961                                                             | Abgeordneter für East St. George, Leader of the Opposition: 20. April 1961-16. März 1967 Abgeordneter für East St. George, Chief Minister: 26. Juni 1967-11. Juli 1968 Abgeordneter für East St. George, Premier and Minister of Finance: 5. September 1968-8. Februar 1972 Abgeordneter für East St. George, Leader of the Opposition: 4. Mai 1972-18. September 1974 Premier and Minister Finance: 2. Januar 1975 – 14. Februar 1980 Prime Minister and Minister of Finance, Information and Grenadines Affairs: 20. März 1980-12. April 1984 Abgeordneter für East St. George, (Rt. Hon.) Leader of the Opposition: 23. August 1984-29. November 1984 |
| Cyril Deb. Barnard            | 0                    | 0 | Second Nominated Member: 20. April 1961-14. September 1961 |
| Alfred C. Hadley              | 0                    | 0 | First Nominated Member: 20. April 1961-2. Februar 1966 |
| Emmanuel F. Adams             | 0                    | 0 | Speaker: 11. Oktober 1962-23. Mai 1966 Abgeordneter für Kingstown, Minister for Trade, Production, Labour and Tourism: 15. September 1966-16. März 1967 Speaker: 13. Juni 1989 Diente unter der People’s Political Party Administration |
| W. L. McIntyre                | 0                    | 0 | Acting Attorney General: 11. Oktober 1962-15. November 1962 Diente unter der People’s Political Party Legislature |
| L. W. Barker                  | 1964-1965            | 0 | Acting Attorney General: 20. August 1964-2. September 1965 Diente unter der People’s Political Party Administration |
| Roderick F. Marksman          | 1962-1972            | People’s Political Party 1966                                                                             | Second Nominated Member: 11. Oktober 1962-2. Februar 1966 Abgeordneter für West St. George, Minister for Communications and Works: 15. September 1966-16. März 1967 Abgeordneter für West St. George: 26. Juni 1967-21. Mai 1970 Abgeordneter für West St. George, Minister of Housing, Local Government, and Community Development: 20. August 1970-15. April 1971 Abgeordneter für West St. George, Minister of Education and Health: 12. August 1971-8. Februar 1972 |
| Winston F. Cenac              | 1965-1967            | 0 | Attorney General: 7. Oktober 1965 – 16. März 1967 Diente unter der People’s Political Party Administration |
| Othneil R. Sylvester          | 1966-1967; 1972-1974 | People’s Political Party 1972                                                                             | Speaker: 15. September 1966-16. März 1967 Diente unter der People’s Political Party Administration Abgeordneter für South Leeward, Minister for Communications and Works: 4. Mai 1972-17. September 1974 |
| Errol C.C. Layne              | 1966-1967            | 0 | First Nominated Member, Deputy Speaker: 15. September 1966-16. März 1967 Diente unter der People’s Political Party Administration |
| George O. Walker              | 1966-1967            | 0 | Second Nominated Member: 15. September 1966 – 16. März 1967 Diente unter der People’s Political Party Administration |
| Joseph L. Eustace             | 1966-1976            | St. Vincent Labour Party                                                                                  | Abgeordneter für South Leeward: 15. September 1966 Abgeordneter für South Leeward: 15. September 1966-16. März 1967 Abgeordneter für South Leeward, Minister for Social Services and Education: 26. Juni 1967 – 24. Juli 1969 Abgeordneter für South Leeward, Minister of Education and Health: 11. September 1969-21. Mai 1970 Abgeordneter für South Leeward: 20. August 1970-8. Februar 1972 Speaker: 4. Mai 1972- 1976 Diente unter der St. Vincent Labour Party Administration |
| Sir James Fitz-Allen Mitchell | 1966-2001            | St. Vincent Labour Party 1966; Independent 1972; Mitchell/Sylvester Party 1974; New Democratic Party 1984 | Abgeordneter für the Grenadines: 15. September 1966-16. März 1967 Abgeordneter für the Grenadines, Minister for Trade, Production, Labour and Tourism: 26. Juni 1967- 24. Juli 1969 Abgeordneter für the Grenadines, Minister of Agriculture, Trade and Tourism: 11. September 1969-8. Februar 1972 Abgeordneter für the Grenadines, Premier and Minister of Agriculture, Trade and Grenadines Affairs: 4. Mai 1972 – 18. September 1974 Representative for the Grenadines: 2. Januar 1975 Abgeordneter für the Grenadines: 27. Oktober 1979 Abgeordneter für the Grenadines/Leader of the Opposition: 25. November 1982-22. Dezember 1983 Prime Minister, Minister of Finance and Foreign Affairs: 23. August 1984- (Knighted / The Right Hon. Sir James F. Mitchell 1986) Abgeordneter für Northern Grenadines: 1989-2001 Prime Minister, Minister of Finance and Foreign Affairs: 13. Juni 1989 (Foreign Affairs removed from portfolio 1992) Prime Minister, Minister for National Security and Home Affairs: 27. August 1998-20. Oktober 2000 Senior Minister: 11. Dezember 2000-11. Januar 2001 |
| C. St. Clair. Dacon           | 1967-1984            | St. Vincent Labour Party 1972                                                                             | Speaker: 26. Juli 1967-8. Februar 1972 Diente unter der St. Vincent Labour Party Administration Abgeordneter für South Windward: 4. Mai 1972-18. September 1974 Minister for Education and Youth Affairs: 2. Januar 1975- 1978 Abgeordneter für South Windward, Minister for Education and Youth Affairs: 27. Oktober 1979-12. April 1984 Minister for Education, Youth Affairs and Sports: 28. Juli 1983-12. April 1984 |
| Hudson K. Tannis              | 1967-1982            | St. Vincent Labour Party 1967                                                                             | Abgeordneter für Kingstown: 26. Juni 1967-11. Juli 1968 Abgeordneter für Kingstown, Minister of State: 5. September 1968 – 14. März 1969 Acting Minister of Trade, Production, Labour and Tourism: 3. April 1969 Acting Minister of Finance: 24. April 1969 Minister of Communications, Works, and Labour: 11. September 1969-21. Mai 1970 Abgeordneter für Kingstown, Minister of Education and Health: 20. August 1970-8. Februar 1972 Abgeordneter für West Kingstown: 4. Mai 1972-18. September 1974 Minister of Communication and Works: 2. Januar 1975-16. Juni 1977 Abgeordneter für West Kingstown, Minister of Home Affairs and Tourism: 22. April 1977-1978 Abgeordneter für West Kingstown, Minister for Home Affairs and Tourism: 27. Oktober 1979-14. Februar 1980 External Affairs and Tourism: 20. März 1980-12. April 1984 (Acting Prime Minister: 25. November 1982) |
| James A. Ferdinand            | 1967- 1974           | St. Vincent Labour Party                                                                                  | Nominated Member: 26. Juni 1967 Nominated Member, Deputy Speaker: 21. Mai 1970 Nominated Member: 4. Mai 1972-18. September 1974 |
| Nolan O. Jacobs               | 1967-1968            | 0 | Attorney General (Ag.): 26. Juni 1967-5. September 1968 Diente unter der St. Vincent Labour Party Administration |
| Alcalde T. Warner             | 1968-1972            | 0 | Attorney General: 21. November 1968- 16. November 1972 Diente unter der St. Vincent Labour Party Administration |
| Victor I. Cuffy               | 0                    | People’s Political Party 1972                                                                             | Abgeordneter für North Central Windward, Minister Health, Housing and Local Government: 4. Mai 1972-17. September 1974 |
| Alphonso A. Dennie            | 1972-1974            | People’s Political Party 1972                                                                             | Abgeordneter für North Leeward, Minister of Education, Community Development and Youth Affairs: 4. Mai 1972- 18. September 1974 |
| Cecil E. A. Rawle             | 1972-1973            | 0 | Attorney General (Ag.): 21. Dezember 1972 – 4. Mai 1973 Diente unter der St. Vincent Labour Administration |
| Arthur T. Woods               | 1972-1983            | St. Vincent Labour Party                                                                                  | Abgeordneter für Central Leeward: 4. Mai 1972 – 18. September 1974 Speaker: 2. Januar 1975 - Abgeordneter für Central Windward, Acting Minister for Home Affairs and Tourism: 27. Oktober 1979 Minister for Home Affairs, Housing, Local Government and Community Development- 20. März 1980-31. März 1983 |
| Jerome M. Burke               | 1972-1974            | St. Vincent Labour Party 1972                                                                             | Nominated Member, Deputy Speaker: 4. Mai 1972- 18. September 1974 |
| John K. Joachim               | : 1972-1974          | St. Vincent Labour Party 1972                                                                             | Nominated Member: 4. Mai 1972-18. September 1974 |
| Carlisle S. Payne             | 1973-1974            | 0 | Attorney General: 4. Oktober 1973 – 18. September 1974 |
| Vincent I. Beache             | 1974-1989            | 0 | Parliamentary Secretary in the Ministry of Trade and Agriculture: 2. Januar 1975- 23. Februar 1978 Abgeordneter für North Central Windward, Minister of Trade and Agriculture: 23. März 1978- 12. April 1984 Abgeordneter für North Central Windward: 23. August 1984 Leader of the Opposition: 30. Juli 1985- 23. März 1989 |
| Sir Vincent I Beache          | 1975-1989; 1994-     | St. Vincent Labour Party 1974; Unity Labour Party 1984                                                    | Abgeordneter für South Windward: 1994 Leader of the Opposition: 21. März 1994-30. August 1999 Minister of National Security, the Public Service and Airport Development: 17. April 2001-3. November 2005 |
| Margrete R. Cato              | 1974-1984            | St. Vincent Labour Party 1974                                                                             | Nominated Member: 1974-1978 Government Senator: 27. Oktober 1979-12. April 1984 |
| C. A. Frank                   | 0                    | 0 | Nominated Member: 1974-1978 |
| Charles C. James              | 1974-1979            | People’s Political Party                                                                                  | Nominated Member: 1974- 1978 Senator: 27. Oktober 1979 |
| John G. Thompson              | 1974-1979            | St. Vincent Labour Party 1974                                                                             | Abgeordneter für North Leeward, Deputy Speaker: 2. Januar 1975 -27. Oktober 1979 Abgeordneter für North Leeward: 23. August 1984 |
| Grafton C. Isaacs             | 1974-1984            | St. Vincent Labour Party 1974                                                                             | Abgeordneter für South Leeward, Minister of Home Affairs and Tourism: 2. Januar 1975-3. Februar 1977 Abgeordneter für South Leeward, Minister of Communications and Works: 22. April 1977-20. März 1980 Attorney General, Minister of Legal Affairs: 29. Mai 1980-12. April 1984 |
| Arthur F. Williams            | 1974-1984            | St. Vincent Labour Party 1974                                                                             | Abgeordneter für West Kingstown, Minister of Legal Affairs: 2. Januar 1975- Abgeordneter für West St. George, Minister of Legal Affairs: 27. Oktober 1979 Attorney General, Ministry of Legal Affairs: 27. Dezember 1979 – 14. Februar 1980 Minister for Communications and Works: 20. März 1980-27. Juli 1983 Minister for Communications, Works and Labour: 28. Juli 1983- 12. April 1984 |
| Edward A.C. Hughes            | 1979-1981            | 0 | Speaker: 27. Oktober 1979-24. Juli 1981 Diente unter der St. Vincent Labour Party Administration |
| Randolph B. Russell           | 1972- 1984           | St. Vincent Labour Party: 1972; People’s Democratic Party: 1984                                           | Abgeordneter für East Kingstown: 4. Mai 1972-18. September 1974 Minister of Health and Community Development: 2. Januar 1975-14. Februar 1980 Minister of Health: 20. März 1980-7. Mai 1981 Leader of the Opposition: 21. Juli 1981- 18. August 1982; 12. April 1984 |
| Wade T. Williams              | 1979-1980            | St. Vincent Labour Party 1979                                                                             | Senator: 27. Oktober 1979 Government Senator, Deputy Speaker: 27. Dezember 1979-6. November 1980 |
| Valcina A. Ash                | 1979-1984            | St. Vincent Labour Party 1979                                                                             | Government Senator: 27. Oktober 1979-12. April 1984 |
| Earl T. Hazel                 | 1979-1983            | St. Vincent Labour Party                                                                                  | Government Senator: 27. Oktober 1979-31. März 1983 |
| Kenneth A. Browne             | 1979-1989            | St. Vincent Labour Party 1979                                                                             | Abgeordneter für Marriaqua- 27. Dezember 1979 Parliamentary Secretary, Ministry of Trade and Agriculture: 19. Februar 1981-31. März 1983 Minister of Home Affairs: 19. Mai 1983 Co-operatives, Community Development and Housing: 28. Juli 1983-12. April 1984 Abgeordneter für Marriaqua: 23. August 1984-23. März 1989 |
| Offord D. Morris              | 1979-1984            | St. Vincent Labour Party 1979                                                                             | Abgeordneter für South Central Windward- 27. Dezember 1979 Acting Minister of Communications and Works: 12. April 1984 (Elections 1984) |
| Peter R. Ballantyne           | 1979-1984            | St. Vincent Labour Party 1979                                                                             | Abgeordneter für North Windward- 27. Dezember 1979 Minister of Health: 22. Juli 1981- 12. April 1984 |
| Calder Williams               | 1979-1981            | New Democratic Party 1979                                                                                 | Abgeordneter für North Leeward, Leader of the Opposition- 27. Dezember 1979-7. Mai 1981 |
| Emery W. Robertson            | 1979-1986            | New Democratic Party 1979                                                                                 | Opposition Senator- 27. Dezember 1979 Government Senator, Minister of Legal Affairs: 23. August 1984- 26. Juni 1986 |
| Jeremiah Scott                | 1979-2001            | New Democratic Party 1979                                                                                 | Opposition Senator-27. Dezember 1979 Abgeordneter für South Leeward, Minister of State, Minister of Housing, Labour and Community Development: 23. August 1984-23. März 1989 Minister of Communications and Works: 13. Juni 1989-12. März 1998 Minister of Agriculture and Labour: 9. Juli 1998-11. Januar 2001 |
| Cosmos Cozier                 | 0                    | New Democratic Party 1979                                                                                 | Abgeordneter für Grenadines-27. Dezember 1979 |
| Victor I. Cuffy               | 1980-1981            | New Democratic Party 1980                                                                                 | Opposition Senator: 29. Mai 1980- 24. Juli 1981 |
| Brinsy Nickie                 | 1980-1981            | New Democratic Party1980                                                                                  | Opposition Senator: 29. Mai 1980- 19. Februar 1981 |
| Dennie Wilson                 | 1981-1984            | 0 | Government Senator: 19. Februar 1981 Deputy Speaker: 21. Juli 1981-24. Juli 1981 Speaker: 17. August 1982-12. April 1984 Diente unter der St. Vincent Labour Party Administration |
| Carlisle Ashton               | 1981                 | New Democratic Party 1981                                                                                 | Opposition Senator: 7. Mai 1981-June 1981 |
| George C. H. Thomas           | 1981-1982            | 0 | Opposition Senator: 21. Juli 1981-21. Januar 1982 |
| Bertram Young                 | 1982                 | New Democratic Party 1982                                                                                 | Opposition Senator: 25. März 1982-13. Mai 1982 |
| Verold Hadaway                | 1982                 | New Democratic Party 1982                                                                                 | Opposition Senator: 12. August 1982- 18. August 1982 |
| Hendrick Alexander            | 1982 - 2015          | 0 | Government Senator: 17. August 1982 Deputy Speaker: 12. April 1984 Opposition Senator: 23. August 1984-23. März 1989 St. Vincent Labour Party 1982 Speaker: 17. April 2001-28. Dezember 2015 Diente unter der Unity Labour Party Administration |
| St. Clair Robinson            | 1982-1984            | New Democratic Party                                                                                      | Opposition Senator: 30. Dezember 1982 – 12. April 1984 |
| Julian Boyea                  | 1982-1984            | New Democratic Party                                                                                      | Opposition Senator: 30. Dezember 1982 – 12. April 1984 |
| J. Burns Bonadie              | 1983-1984            | St. Vincent Labour Party 1983                                                                             | Government Senator: 19. Mai 1983 Parliamentary Secretary, Ministry of Trade and Agriculture: 12. April 1984 (elections 1984) |
| Stanley K. John               | 1983-1989            | St. Vincent Labour Party 1983                                                                             | Government Senator: 15. September 1983-12. April 1984 Opposition Senator: 23. August 1984-23. März 1989 |
| Olin J.B. Dennie              | 1984-1985            | New Democratic Party 1984                                                                                 | Speaker: 23. August 1984-1. August 1985 Diente unter der New Democratic Party Administration Edward G. Griffith: 1984- 1986 Abgeordneter für East Kingstown-1984 Minister Trade and Agriculture: 23. August 1984-30. Mai 1985 Minister of Health: 30. Juli 1985-6. November 1986 |
| John A. Horn                  | 1984-2001            | New Democratic Party 1984                                                                                 | Abgeordneter für West Kingstown, Minister for Tourism, Information and Culture: 23. August 1984-26. Juni 1986 Minister of Education: 23. Oktober 1986-23. März 1989 Minister of Education, Youth and Women’s Affairs: 13. Juni 1989-16. Dezember 1992 Minister of Education, Culture, Youth, Sports and Women’s Affairs: 17. Dezember 1992-13. Januar 1994 Minister of Education, Culture and Women’s Affairs: 21. März 1994-18. Dezember 1997 Minister of Trade, Industry and Consumer Affairs: 12. Februar 1998-11. Januar 2001 |
| Allan C. Cruickshank          | 1984- 2001           | New Democratic Party 1984                                                                                 | Abgeordneter für South Central Windward-1984 Minister of Education and Health: 23. August 1984-30. Mai 1985 Minister of Education: 30. Juli 1985-26. Juni 1986 Minister of Communications and Works: 23. Oktober 1986-23. März 1989 Minister of Agriculture, Industry and Labour: 13. Juni 1989-16. Dezember 1994 Minister of Agriculture and Labour: 26. Januar 1995-18. Dezember 1997 Minister of Foreign Affairs, Tourism and Information: 12. Februar 1998-11. Januar 2001 |
| Burton B. Williams            | 1984-1994            | New Democratic Party 1984                                                                                 | Abgeordneter für South Windward, Minister for Communications and Works: 23. August 1984-26. Juni 1986 Minister of Tourism, Information and Culture: 23. Oktober 1986-24. Juni 1987 Minister for Tourism, Aviation, Culture and Women’s Affairs: 18. September 1989-23. März 1989 Minister of Health and Environment: 13. Juni 1989-17. Dezember 1992 Minister in the Prime Minister’s Office: 25. Mai 1993-13. Januar 1994 |
| David E. Jack                 | 1984-1989            | New Democratic Party 1984                                                                                 | Abgeordneter für North Windward, Minister for Housing, Labour and Community Development: 23. August 1984-18. Dezember 1986 Minister of Health: 5. März 1987- 23. März 1989 |
| Marcus P. DeFreitas           | 1984-1989            | New Democratic Party 1984                                                                                 | Member West St. George, Minister of State, Ministry of Trade and Agriculture: 23. August 1984-30. Mai 1985 Minister of Trade and Agriculture: 31. Juli 1985- 18. September 1987 Minister of Trade, Industry and Agriculture: 21. April 1988-23. März 1989 |
| Herbert G. Young              | 1984-1994            | New Democratic Party 1984                                                                                 | Abgeordneter für Central Leeward, Minister of State, Ministry of Education and Health: 23. August 1984-30. Mai 1985 Minister State, Ministry of Trade and Agriculture: 30. Juli 1985-23. März 1989 Minister of Trade and Tourism: 13. Juni 1989-15. Januar 1992 Minister of Foreign Affairs and Tourism: 16. April 1992-13. Januar 1994 |
| Stuart Nanton                 | 1984-1998            | New Democratic Party 1984                                                                                 | Government Senator, Parliamentary Secretary, Prime Minister’s Office: 23. August 1984-14. Februar 1991 Parliamentary Secretary/Ministry of Trade and Tourism: 3. Juni 1991-15. Januar 1992 Parliamentary Secretary/Ministry of Foreign Affairs and Tourism: 16. April 1992-27. Juni 1996 Parliamentary Secretary, Ministry of Foreign Affairs, Tourism and Information: 12. Dezember 1996-12. März 1998 |
| David Bonadie                 | 1984-1985            | New Democratic Party                                                                                      | Government Senator, Deputy Speaker: 23. August 1984-1. August 1985 |
| Mary Hutchinson               | 1984-1991            | New Democratic Party 1984                                                                                 | Government Senator: 23. August 1984 Government Senator/Deputy Speaker: 23. Juni 1987-3. Juni 1991 |
| Louis K. Jones                | 1985-1995            | New Democratic Party 1985                                                                                 | Abgeordneter für East Kingstown, Parliamentary Secretary, Ministry of Communication and Works: 30. Juli 1985-26. Juni 1986 Minister of State, Ministry of Communications and Works: 23. Oktober 1986-23. März 1989 Minister of Housing, Local Government and Community Development: 13. Juni 1989-13. Januar 1994 Minister of Housing, Youth, Local Government and Community Development: 21. März 1994-13. Dezember 1995 |
| L. A. Douglas Williams        | 1985-1989            | 0 | Speaker: 21. November 1985-23. März 1989 Diente unter der New Democratic Party Administration |
| Parnel R. Campbell            | 1985-1998            | New Democratic Party 1985                                                                                 | Government Senator, Deputy Speaker: 21. November 1985-5. März 1987 Abgeordneter für East Kingstown- 1987 Attorney General: 23. Juni 1987- 25. Juni 1987 Attorney General, Minister of Legal Affairs and Information: 18. September 1987-23. März 1989 Diente unter der New Democratic Party Legislature Abgeordneter für Central Kingstown-1989 Attorney General, Minister of Justice, Information and Culture: 13. Juni 1989-14. Februar 1991 Attorney General, Minister of Justice and Information: 3. Juni 1991-31. August 1995 Abgeordneter für Central Kingstown: 12. Dezember 1995–12. März 1998 |
| Carl Lawrence Joseph          | 1986-1987            | 0 | Attorney General: 23. Oktober 1986-5. März 1987 Diente unter der New Democratic Party Administration |
| St. Clair Robinson            | 1986-1997            | New Democratic Party                                                                                      | Government Senator: 23. Oktober 1986-18. Dezember 1997 Government Senator/Deputy Speaker: 18. Dezember 1997 (1 Sitting served as Deputy Speaker.) |
| Randolph O. Kydd              | 1987-1988            | New Democratic Party                                                                                      | Government Senator: 5. März 1987-22. April 1988 |
| Carlyle Dougan                | 1988-1998            | New Democratic Party 1989                                                                                 | Government Senator: 11. Juli 1988- 23. März 1989 Abgeordneter für East Kingstown: 1989 Abgeordneter für East Kingstown/Deputy Speaker: 13. Januar 1992-31. August 1995 Attorney General and Minister of Justice: 7. Dezember 1995-28. März 1996 Abgeordneter für East Kingstown: 19. September 1996-12. März 1998 |
| Emmanuel F. Adams             | 1989-1991            | 0 | Speaker: 13. Juni 1989-14. Februar 1991 Diente unter der New Democratic Party Administration |
| Yvonne Francis-Gibson         | 1989-1998            | New Democratic Party 1989                                                                                 | Abgeordneter für West St. George, Minister of State,Ministry of Education, Youth and Women’s Affairs: 13. Juni 1989-15. Dezember 1992 Minister of State, Ministry of Education, Youth, Women’s Affairs,Sports and Culture: 16. Dezember 1992-13. Januar 1994 Minister of Health and the Environment: 21. März 1994-18. Dezember 1997 Minister in the Prime Minister’s Office: 12. Februar 1998-12. März 1998 |
| Jonathan Peters               | 1989-1993            | New Democratic Party 1989                                                                                 | Abgeordneter für North Central Windward, Minister of State,Ministry of Trade and Tourism: 13. Juni 1989-14. Februar 1991 Minister within the Prime Minister’s Office/Ministry of Finance and Foreign Affairs: 3. Juni 1991-15. Januar 1992 Minister of Trade and Consumer Affairs: 16. April 1992-16. Dezember 1993 |
| Alpian R. Allen               | 1989-2001            | New Democratic Party 1989                                                                                 | Abgeordneter für North Leeward, Parliamentary Secretary,Ministry of Health and the Environment: 13. Juni 1989-13. Januar 1994 Minister of Foreign Affairs and Tourism: 21. März 1994-27. Juni 1996 Minister of Foreign Affairs, Tourism and Information: 9. Dezember 1996-18. Dezember 1997 Minister of Education, Culture and Women’s Affairs: 12. Februar 1998-11. Januar 2001 |
| Bernard R. Wyllie             | 1989-1998            | New Democratic Party 1989                                                                                 | Abgeordneter für Marriaqua, Parliamentary Secretary, Ministry of Housing,Local Government and Community Development: 13. Juni 1989-15. Januar 1992 Parliamentary Secretary, Ministry of Communications and Works: 16. April 1992-16. Dezember 1993 Minister of Trade and Consumer Affairs: 21. März 1994-16. Dezember 1994 Minister of Trade, Industry and Consumer Affairs: 26. Januar 1994-18. Dezember 1997 Minister of Agriculture and Labour: 12. Februar 1998-12. März 1998 |
| Monty A. Robert               | 1989-2001            | New Democratic Party 1989                                                                                 | Abgeordneter für North Windward, Parliamentary Secretary, Ministry of Communications and Works: 13. Juni 1989-15. Januar 1992 Parliamentary Secretary/Ministry of Housing, Local Government and Community Development: 16. April 1992-13. Januar 1994 Minister of State/Prime Minister’s Office: 21. März 1994- 16. Dezember 1994 Minister of State/Ministry of Communications and Works: 26. Januar 1995-18. Dezember 1997 Minister in the Ministry of Agriculture and Labour: 12. Februar 1998-12. März 1998 Minister of Housing, Youth, Sports, Local Government and Community Development: 9. Juli 1998-11. Januar 2001 |
| George O. Walker              | 1989-1994            | New Democratic Party                                                                                      | Government Senator: 27. Juni 1989-13. Januar 1994 |
| Stephanie Browne              | 1989-1998            | New Democratic Party 1992                                                                                 | Government Senator: 31. August 1989-3. Juni 1991 Abgeordneter für Southern Grenadines: 1992 Parliamentary Secretary/Prime Minister’s Office/Ministry of Finance: 16. April 1992-17. Dezember 1992 Parliamentary Secretary/Ministry of Health and the Environment: 25. Mai 1993-13. Januar 1994 Minister of State/Ministry of Communications and Works: 21. März 1994-16. Dezember 1994 Minister of State/Prime Minister’s Office: 26. Januar 1995-18. Dezember 1997 Minister of Health and the Environment: 12. Februar 1998-12. März 1998 |
| Montgomery Maule              | 1991-1998            | 0 | Speaker: 3. Juni 1991-12. März 1998 Diente unter der New Democratic Administration |
| Glenford Stewart              | 1992-2001            | New Democratic Party 1998                                                                                 | Government Senator: 13. Januar 1992-12. Dezember 1995 Government Senator/Deputy Speaker: 13. Dezember 1995-12. März 1998 Abgeordneter für Southern Grenadines: 1998 Minister of Communications and Works: 9. Juli 1998-11. Januar 2001 |
| Alfred Bynoe                  | 1994-1998            | New Democratic Party 1994                                                                                 | Government Senator, Parliamentary Secretary/Minister of Housing,Youth, Local Government and Community Development: 21. März 1994-12. März 1998 |
| Dr. Ralph Gonsalves           | 0                    | United People’s Movement 1979; Movement for National 1984; Unity Labour Party                             | Abgeordneter für North Central Windward-21. März 1994-30. August 1999 Abgeordneter für North Central Windward, Leader of the Opposition: 8. Dezember 1999-11. Januar 2001 Prime Minister, Minister of Planning, Economic Development, Labour, Information, Grenadines and Legal Affairs: 17. April 2001-3. November 2005 Prime Minister, Minister of Finance, Economic Planning, National Security, Legal Affairs and Grenadines Affairs: 29. Dezember 2005-9. November 2010 Prime Minister / Minister of Finance, National Security, Legal Affairs and Grenadines Affairs: 29. Dezember 2010-19. August 2014 Prime Minister/Minister of Finance, National Security, Legal Affairs and Grenadines Affairs, Transport, Works, Urban Development and Local Government: 24. Oktober 2014-19. Oktober 2015 Abgeordneter für North Central Windward, Prime Minister, Minister of Finance, Public Service, National Security, Legal Affairs and Grenadines Affairs: 29. Dezember 2015 |
| Sir Louis Straker             | 0                    | Unity Labour Party 1994, Unity Labour Party 2015                                                          | Abgeordneter für Central Leeward: 21. März 1994-11. Januar 2001 Deputy Prime Minister, Minister of Foreign Affairs, Commerce and Trade: 17. April 2001-23. September 2005 Deputy Prime Minister, Ministry Transport, Works and Housing: 11. Oktober 2005 Deputy Prime Minister, Foreign Affairs, Commerce and Trade: 29. Dezember 2005-9. November 2010 Abgeordneter für Central Leeward, Deputy Prime Minister, Minister of Foreign Affairs, International Trade and Regional Integration: 29. Dezember 2015 |
| Michael Browne                | 1994-2010            | Movement for National Unity 1994; Unity Labour Party 1998                                                 | Opposition Senator: 21. März 1994-28. August 1997 Abgeordneter für West St. George: 9. Juli 1998-11. Januar 2001 Minister of Education, Youth and Sports: 17. April 2001-23. September 2005 Ministry of National Mobilisation, Social Development, Gender Affairs, Non-Governmental Organisations Relations, Local Government, Persons with Disabilities: 29. Dezember 2005-9. November 2010 |
| Michael Hamlett               | 0                    | Unity Labour Party 1998                                                                                   | Opposition Senator: 21. März 1994-28. August 1997 |
| Carl Joseph                   | 1996-2001            | New Democratic Party 1998                                                                                 | Attorney General: 19. September 1996-12. März 1998 Attorney General and Minister of Justice: 9. Juli 1998-11. Januar 2001 |
| Colin Williams                | 0                    | Unity Labour Party 1997                                                                                   | Opposition Senator: 11. Dezember 1997-12. März 1998 |
| Selmon Walters                | 0                    | Unity Labour Party 1998                                                                                   | Opposition Senator: 11. Dezember 1997-11. Januar 2001 Abgeordneter für South Central Windward Minister of Agriculture, Lands and Fisheries: 17. April 2001-16. Januar 2003 Minister of Social Development, Co-operatives, The Family, Gender and Ecclesiastical Affairs: 20. Februar 2003-3. November 2005 Ministry of Rural Transformation, Information, the Public Service and Ecclesiastical Affairs: 29. Dezember 2005-20. September 2007 Ministry of Rural Transformation, Postal Services and Ecclesiastical Affairs: 30. Oktober 2007-9. November 2010 |
| Norrell Hull                  | 0                    | New Democratic Party                                                                                      | Government Senator/Parliamentary Secretary, Ministry of Communications and Works: 12. Februar 1998-12. März 1998 |
| Nolwyn McDowall               | 0                    | 0 | Speaker: 9. Juli 1998-11. Januar 2001 Diente unter der New Democratic Party Administration |
| Arnhim Eustace                | 0                    | New Democratic Party 1998                                                                                 | Abgeordneter für East Kingstown-1998 Minister of Finance and Public Service: 9. Juli 1998-20. Oktober 2000 Prime Minister and Minister of Finance and the Public Service: 11. Dezember 2000-11. Januar 2001 Leader of the Opposition: 17. April 2001 |
| Girlyn Miguel                 | 0                    | Unity Labour Party 1998                                                                                   | Abgeordneter für Marriaqua: 9. Juli 1998-11. Januar 2001 Abgeordneter für Marriaqua, Minister of Social Development, Co-operatives,The Family, Gender and Ecclesiastical Affairs: 17. April 2001-16. Januar 2003 Ministry of Agriculture and Fisheries: 20. Februar 2003-3. November 2005 Ministry of Education: 29. Dezember 2005-9. November 2010 Deputy Prime Minister/Minister of Education: 29. Dezember 2010-19. Oktober 2015 |
| Ormiston Boyea                | 0                    | Unity Labour Party 1998                                                                                   | Abgeordneter für Central Kingstown: 9. Juli 1998-11. Januar 2001 |
| Conrad Sayers                 | 1998-2001            | New Democratic Party , Unity Labour Party 2001                                                            | Government Senator/Deputy Speaker: 9. Juli 1998-24. September 1998 Government Senator/Parliamentary Secretary, Ministry of Foreign Affairs, Tourism and Information: 3. Dezember 1998-11. Januar 2001 Abgeordneter für Central Kingstown: 2001-2010 Minister of State in the Ministry of Foreign Affairs commerce and Trade: 17. April 2001-21. Februar 2003 Minister of State, Prime Minister’s Office: 27. März 2003 Minister of State in the Ministry of Finance and Planning: 16. April 2003-3. November 2005 Minister of State in the Prime Minister’s Office: 29. Dezember 2005-20. September 2007 Minister of State in the Prime Minister’s Office with responsibility for the Public Service: 30. Oktober 2007-23. Oktober 2009 Abgeordneter für Central Kingstown/Deputy Speaker: 19. Januar 2010: 9. November 2010 |
| Dr. Douglas Slater            | 1998-2013            | Unity Labour Party 1998                                                                                   | Opposition Senator: 9. Juli 1998 – 11. Januar 2001 Abgeordneter für South Leeward, Minister of Health and the Environment: 17. April 2001-9. November 2010 Government Senator, Minister of Foreign Affairs, Foreign Trade and Consumer Affairs: 29. Dezember 2010-15. August 2013 |
| Joseph Burns Bonadie          | 1998-2001            | St. Vincent Labour Party 1979; New Democratic Party: 1998                                                 | Government Senator: 27. August 1998-24. September 1998 Government Senator/Deputy Speaker: 3. Dezember 1998-16. Dezember 1999 Minister of Health and the Environment: 1. Februar 2000-11. Januar 2001 Opposition Senator: 17. April 2001-6. September 2001 |
| Stanley K. John               | 1998-2001            | St. Vincent Labour Party 1989; Unity Labour Party 1998                                                    | Abgeordneter für East St. George: 9. Juli 1998-11. Januar 2001 |
| Dr. St. Clair Thomas          | 1998-1999            | New Democratic Party 1998                                                                                 | Minister of Health and the Environment: 9. Juli 1998-16. Dezember 1999 |
| Carla Dougan-Bacchus          | 2000                 | New Democratic Party                                                                                      | Government Senator/Deputy Speaker: 1. Februar 2000-20. Oktober 2000 |
| Judith Jones-Morgan           |                      | 0 | Attorney General: 17. April 2001- Diente unter der Unity Labour Party Administration |
| Dr. Jerrol Thompson           | 2001-2010            | Unity Labour Party 2001                                                                                   | Abgeordneter für North Leeward, Minister of Telecommunications, Science, Technology and Industry: 17. April 2001-9. November 2010 |
| Rene Baptiste                 | 2001-2010            | Unity Labour Party 2001                                                                                   | Abgeordneter für West Kingstown, Minister of Tourism and Culture: 17. April 2001-3. November 2005 Ministry of Urban Development, Culture, Labour and Electoral Matters: 29. Dezember 2005-9. November 2010 |
| Clayton Burgin                | 2001-2015            | Unity Labour Party 2001                                                                                   | Abgeordneter für East Kingstown, Minister of State in the Ministry of Education, Youth and Sports: 17. April 2001-3. November 2005 Ministry of Transportation and Works: 29. Dezember 2005-9. November 2010 Minister of Housing, Informal Human Settlements, Physical Planning, Lands and Surveys: 29. Dezember 2010-9. Januar 2012 Minister of Health, Wellness and the Environment: 28. Februar 2012-19. Oktober 2015 |
| Montgomery Daniel             | 0                    | Unity Labour Party 2001                                                                                   | Abgeordneter für North Windward, Minister of State in the Ministry of Agriculture, Lands and Fisheries: 17. April 2001-3. November 2005 Ministry of Agriculture, Forestry and Fisheries: 29. Dezember 2005-9. November 2010 Minister of Agriculture, Forestry, Fisheries and Rural Transformation: 29. Dezember 2010-9. Januar 2012 Minister of Housing, Informal Human Settlements, Physical Planning, Lands and Surveys: 28. Februar 2012-19. Oktober 2015 Abgeordneter für North Windward, Minister of Housing, Informal Human Settlements, Physical Planning, Lands and Surveys: 29. Dezember 2015 |
| Julian Francis                | 0                    | Unity Labour Party 2001                                                                                   | Government Senator, Minister of Transport, Works and Housing: 17. April 2001-3. Mai 2005 Government Senator, Prime Minister’s Office: 8. Juni 2005-3. November 2005 Government Senator, Minister of Housing, Informal Human Settlements, Physical Planning, Lands and Surveys: 29. Dezember 2005-9. November 2010 Government Senator, Minister of Transportation and Works, Urban Development and Local Government: 29. Dezember 2010-19. August 2014 Minister of State in the Ministry of Transport and Works, Urban Development and Local Government in the Office of the Prime Minister, with special responsibility for Buildings, Roads and General Services Authority, Traffic (Land Transport), Electrical Inspectorate, Local Government and Urban Development: 24. Oktober 2014-19. Oktober 2015 |
| Edwin Snagg                   | 0                    | Unity Labour Party 2001                                                                                   | Government Senator, Parliamentary Secretary in the Prime Minister’s Office, Special Responsibility for Labour and Grenadines Affairs: 17. April 2001-3. November 2005 |
| Dr. Godwin Friday             | 0                    | New Democratic Party 2001                                                                                 | Abgeordneter für Northern Grenadines: 17. April 2001 |
| Terrance Ollivierre           | 0                    | New Democratic Party 2001                                                                                 | Abgeordneter für Southern Grenadines: 17. April 2001 |
| Juliet George                 | 0                    | Unity Labour Party 2001                                                                                   | Government Senator: 17. April 2001-6. Dezember 2002 Government Senator/Deputy Speaker: 16. Januar 2003-3. November 2005 |
| Andrea Young                  | 0                    | Unity Labour Party 2001                                                                                   | Government Senator: 17. April 2001-3. November 2005 |
| Gerard Shallow                | 0                    | New Democratic Party 2001                                                                                 | Opposition Senator: 17. April 2001-3. November 2005 |
| Major St. Clair Leacock       | 0                    | New Democratic Party 2001                                                                                 | Opposition Senator: 16. Oktober 2001-9. November 2010 Abgeordneter für Central Kingstown: 29. Dezember 2010 |
| Glen Beache                   | 0                    | Unity Labour Party 2003                                                                                   | Government Senator, Parliamentary Secretary in the Ministry of Transport, Works and Housing: 20. Februar 2003-3. November 2005 Abgeordneter für South Windward: 2005 Ministry of Tourism, Youth and Sports: 29. Dezember 2005-21. Februar 2008 Ministry of Tourism: 29. April 2008-9. November 2010 |
| Rochelle Forde                | 0                    | Unity Labour Party 2005                                                                                   | Government Senator / Deputy Speaker: 29. Dezember 2005-19. Februar 2010 |
| Ronald Marks                  | 0                    | Unity Labour Party 2005                                                                                   | Government Senator: 29. Dezember 2005-27. März 2008 |
| Richard Williams              | 0                    | Unity Labour Party                                                                                        | Government Senator: 29. Dezember 2005-23. Oktober 2009 |
| Daniel Cummings               | 0                    | New Democratic Party                                                                                      | Opposition Senator: 29. Dezember 2005-9. November 2010 Abgeordneter für West Kingstown: 29. Dezember 2010 |
| Saboto Caesar                 | 0                    | Unity Labour Party 2010                                                                                   | Government Senator, Parliamentary Secretary, Ministry of Housing, Informal Human Settlement, Physical Planning, Lands and Surveys: 29. April 2008-13. August 2009 Government Senator, Parliamentary Secretary, Minister of State, Ministry of Agriculture, Forestry and Fisheries: 1. September 2009- 23. Oktober 2009 Minister of Housing, Informal Human Settlements, Physical Planning, Lands and Surveys, Local Government: 19. Januar 2010-9. November 2010 Member of South Central Windward, Minister of Tourism and Industry: 29. Dezember 2010-9. Januar 2012 Minister of Rural Transformation, of Agriculture, Forestry and Fisheries: 28. Februar 2012-26. März 2012 Minister of Agriculture, Forestry, Fisheries, Rural Transformation and Industry: 31. Mai 2012-19. Oktober 2015 Abgeordneter für South Central Windward, Minister of Agriculture, Forestry, fisheries and Rural Transformation: 29. Dezember 2015 |
| Michele Fife                  | 0                    | Unity Labour Party 2010                                                                                   | Government Senator, Parliamentary Secretary in the Prime Minister’s Office: 19. Januar 2010-9. November 2010 |
| Cecil Mckie                   | 0                    | Unity Labour Party 2010                                                                                   | Minister of State in the Ministry of National Mobilisation, Social Development, Gender Affairs, Non-Governmental Organisation Relations, Persons with Disabilities, Youth and Sports: 4. März 2010-9. November 2010 Abgeordneter für West St. George, Minister of Health, Wellness and the Environment: 29. Dezember 2010-9. Januar 2012 Minister of Tourism, and Sports and Culture: 28. Februar 2012-19. Oktober 2015 Abgeordneter für West St. George, Minister of Tourism, Sports and Culture: 29. Dezember 2015 |
| Maxwell Charles               | 0                    | Unity Labour Party 2010                                                                                   | Abgeordneter für Central Leeward, Minister of National Reconciliation, Labour, Information, and Ecclesiastical Affairs: 29. Dezember 2010-19. Oktober 2015 |
| Frederick Stephenson          | 0                    | Unity Labour Party 2010                                                                                   | Abgeordneter für South Windward, Minister of National Mobilisation, Social Development, the Family, Persons with Disabilities, Youth, Sports and Culture: 29. Dezember 2010-9. Januar 2012 Minister of National Mobilisation, Social Development, the Family, Youth and Persons with Disabilities: 28. Februar 2012-19. Oktober 2015 Abgeordneter für South Windward, Minister for National Mobilisation, Social Development, Family, Gender Affairs, Persons with Disabilities and Youth: 29. Dezember 2015 |
| Elvis Charles                 | 0                    | Unity Labour Party 2010                                                                                   | Government Senator, Parliamentary Secretary in the Office of the Prime Minister: 29. Dezember 2010-9. Januar 2012 Government Senator, Parliamentary Secretary in the Ministry of Housing, Informal Human Settlements, Physical Planning, Lands and Surveys: 28. Februar 2012-11. März 2013 Government Senator, Parliamentary Secretary in the Ministry Tourism, Sports and Culture with special responsibility for Sports and Culture: 16. Mai 2013-15. August 2013 |
| David Browne                  | 0                    | Unity Labour Party 2010                                                                                   | Government Senator/Deputy Speaker: 29. Dezember 2010-15. August 2013 |
| Roland Matthews               | 0                    | New Democratic Party 2010                                                                                 | Abgeordneter für North Leeward: 29. Dezember 2010 |
| Vynnette Fredericks           | 0                    | New Democratic Party 2010                                                                                 | Opposition Senator: 29. Dezember 2010-19. Oktober 2015 |
| Anesia Baptiste               | 0                    | New Democratic Party 2010                                                                                 | Opposition Senator: 29. Dezember 2010-28. Februar 2012 |
| Nigel Stephenson              | 0                    | New Democratic Party 2010                                                                                 | Abgeordneter für South Leeward: 29. Dezember 2010 |
| Dr. Linton Lewis              | 0                    | New Democratic Party 2012                                                                                 | Opposition Senator: 31. Mai 2012- 19. Oktober 2015 |
| Camillo Gonsalves             | 0                    | Unity Labour Party 2013                                                                                   | Government Senator, Minister of Foreign Affairs, Foreign Trade, And Consumer Affairs: 19. September 2013 Government Senator, Minister of Foreign Affairs, Foreign Trade and Consumer Affairs, Information and Technology: 29. Oktober 2013-19. Oktober 2015 Abgeordneter für East St. George, Minister of Economic Planning, Sustainable Development, Industry, Internal Trade, Information and Labour: 29. Dezember 2015 |
| Robert L. Browne              | 0                    | Unity Labour Party 2010                                                                                   | Government Senator, Parliamentary Secretary in the Ministry of Tourism, Sports and Culture with special responsibilities For Sports and Culture: 19. September 2013-19. Oktober 2015 Government Senator, Minister of Health, Wellness and the Environment: 29. Dezember 2015 |
| Jomo Thomas                   | 0                    | Unity Labour Party 2013                                                                                   | Government Senator / Deputy Speaker: 19. September 2013-19. Oktober 2015 Speaker: 29. Dezember 2015 Diente unter der Unity Labour Party Administration |
| St. Clair ‘Jimmy’ Prince      | 0                    | Unity Labour Party 2015                                                                                   | Abgeordneter für Marriaqua, Minister of Education, National Reconciliation and Ecclesiastical Affairs: 29. Dezember 2015 |
| Deborah Charles               | 0                    | Unity Labour Party 2015                                                                                   | Government Senator, Parliamentary Secretary in the Ministry of Education, National Reconciliation and Ecclesiastical Affairs: 29. Dezember 2015 |
| Carlos James                  | 0                    | Unity Labour Party 2015                                                                                   | Government Senator, Deputy Speaker: 29. Dezember 2015 |
| Marcia Sherlon Barnwell       | 0                    | New Democratic Party 2015                                                                                 | Opposition Senator |
| Julian Ferdinand              | 0                    | New Democratic Party 2015                                                                                 | Opposition Senator: 29. Dezember 2015-7. November 2017 |
| Kay Bacchus-Baptiste          | 0                    | New Democratic Party 2018                                                                                 | Opposition Senator: 29. Januar 2018 |